# Rock Hill (Caroline du Sud)
Pour les articles homonymes, voir Rock Hill.
Rock Hill est la plus grande ville du comté de York, la cinquième plus grande ville de Caroline du Sud, et la quatrième plus grande ville dans la région de Charlotte. Sa population s’élevait à 74 372 habitants lors du recensement de 2020.

## Histoire
(février 2016).
La ville a été nommée pour une colline de silex de la roche qui se trouvait dans le chemin de la Charlotte et Caroline du Sud Railroad, qui a été la construction d'une ligne ferroviaire de Charlotte à Columbia. Une grande partie de cette pierre a été enlevée pour faire place à la voie ferrée, qui a construit un entrepôt sur le site qui est finalement devenu connu sous le nom de Rock Hill. La ville date de retour de son histoire au 17 avril 1852, le jour où le Bureau premier Rock Post Hill a ouvert, même si la ville n'a pas été officiellement incorporée jusqu'en 1870. Ainsi, Rock Hill a célébré son Centenaire en 1952 et son Sesquicentennial en 2002.

## Géographie
Selon le Bureau du recensement des États-Unis, Rock Hill a, au total, une superficie de 111,4 km2, dont 0,1 km2 d'étendue d'eau.
Rock Hill est situé au sud de Charlotte, le long de la rivière Catawba, dans le piémont de Caroline du Sud.

## Démographie
| 1880 | 1890  | 1900  | 1910  | 1920  | 1930   |
| ---- | ----- | ----- | ----- | ----- | ------ |
| 809  | 2 744 | 5 485 | 7 216 | 8 809 | 11 322 |

| 1940   | 1950   | 1960   | 1970   | 1980   | 1990   |
| ------ | ------ | ------ | ------ | ------ | ------ |
| 15 009 | 24 502 | 29 404 | 33 846 | 35 327 | 41 643 |

| 2000   | 2010   | - | - | - | - |
| ------ | ------ | - | - | - | - |
| 49 765 | 66 154 | - | - | - | - |

## Personnalités liées à la communauté
- Phillip Adams (1988-2021), joueur de football américain.